# شینیچیرو اوشیجیما
شینیچیرو اوشیجیما (انگلیسی: Shinichiro Ushijima؛ زادهٔ) کارگردان فیلم انیمه اهل ژاپن است. کارگردان پویانمایی و هنرمند استوری‌برد، که بیشتر به خاطر کارگردانی فیلم انیمیشنی تئاتری من می‌خواهم پانکراست را بخورم در سال ۲۰۱۸ شناخته شده‌است.